# Alexandre Durand d'Ubraye
Pour les articles homonymes, voir Durand (patronyme).
 Alexandre Durand d'Ubraye, né le 12 septembre 1807 à Morlaix et mort le 3 août 1864 à Saint-Martin-d'Uriage, est un administrateur colonial et officier de marine français.

## Biographie
Alexandre Jean-Baptiste Joseph Jacques Durand d'Ubraye est le fils d'Alexandre Jean-Baptiste Michel Durand d'Ubraye et de Marie-Pauline Riou. Son père, né à Toulon en 1782, appartient à une lignée d'officiers de la Marine.
Alexandre incorpore l'administration de la Marine le 17 décembre 1828 en tant que commis. Il devient sous-commissaire le 9 mai 1833, commissaire de la Marine le 3 février 1844, puis est promu commissaire général de 2e classe le 8 septembre 1848 et finalement commissaire général de 1re classe le 1er juin 1852. À cette date, il siège en qualité de membre titulaire du Conseil d'amirauté.
Alexandre Durand d'Ubraye est nommé gouverneur général de l'Inde française en avril 1857 et arrive à Pondichéry. Durant cinq années, il tente de s'opposer à l'envoi d'indigènes en Algérie comme travailleurs libres, appelés « coolies », pour y développer la culture du coton.
Il avait épousé Anne-Joséphine Jourdan, d'oùt au moins une fille, née en 1845 à Lorient.

## Distinctions
- Commandeur de la Légion d'honneur (11 aout 1855)[1]